# Kerry (pays de Galles)
Pour les articles homonymes, voir Kerry.
Kerry est un village du Pays-de-Galles dans le Powys au Montgomeryshire.
Il comptait 794 habitants au recensement de 2021.

## Histoire
La bataille de Kerry s'est déroulée à proximité en 1228 entre Llywelyn Fawr et Hubert de Burgh.
La zone autour du village était le cwmwd galloise et la seigneurie de Ceri, une partie de la région de Rhwng Gwy a Hafren. Elle était à l'origine gouvernée par les princes de Maelienydd (en) et leurs descendants,.
Kerry était le terminus du Kerry Railway, plus tard une branche des Cambrian Railways, le reliant à Abermule qui a cessé ses activités en 1956. Le tramway à voie étroite de Kerry transportait le bois des forêts jusqu'à la gare principale.

## Population
| Year | Population |
| ---- | ---------- |
| 2001 | 745        |
| 2011 | 785        |
| 2021 | 794        |